# اندیس هجدک
هجدک یک اندیس فلزی است که در حوالی شهر اوردیب استان اصفهان قرار دارد و مادهٔ معدنی موجود در آن، آهن است.